# OTO Mod. 42
La OTO Mod. 42 è una bomba a mano incendiaria anticarro in dotazione al Regio Esercito durante la seconda guerra mondiale.

## Storia
Il Regio Esercito era entrato in guerra senza una bomba anticarro di produzione nazionale. Solo a guerra iniziata, nel 1942, furono realizzati due modelli: la Breda Mod. 42 ed appunto dalla OTO Mod. 42.

## Tecnica
La spoletta è quella di una normale bomba a mano OTO Mod. 35 ed è filettata inferiormente ed avvitata ad un manicotto in alluminio che la collega al corpo bomba. Questo è un contenitore in vetro caricato con liquido per lanciafiamme e benzina, che si frantumava all'impatto o al momento dell'attivazione del detonatore. Il progetto deriva da ordigni artigianali costruiti sul campo dai soldati unendo una normale granata della serie 35 con bottiglie piene di liquido infiammabile.
Il personale veniva addestrato a centrare le prese d'aria dei motori dei carri o le feritoie, in modo da far penetrare all'interno il liquido incendiario prima dell'accensione.